# Barbourofelis
Barbourofelis is een geslacht van uitgestorven katachtige roofdieren en de naamgever van de familie Barbourofelidae. Dit dier leefde tijdens het Laat-Mioceen in Noord-Amerika en Eurazië.

## Beschrijving
De hoektanden werden bij dit dier tot 23 centimeter lang en daarmee de grootste binnen de familie. Barbourofelis had tevens prominente apofyses, benige schedevormige uitgroeisels van de onderkaak die naar beneden gericht waren en net zo lang waren als de bovenste hoektanden. De hoektanden pasten in deze schedes, waardoor ze niet beschadigden bij een gesloten bek. De herseninhoud was erg klein vergeleken met dat van katachtigen.

## Verspreiding
Na de migratie van Albanosmilus (voorheen bekend als B. whitfordi) vanuit Eurazië naar Noord-Amerika in het Laat-Mioceen, ontwikkelde Barbourofelis zich daar vanaf 11 miljoen jaar geleden. B. loveorum was de basaalste soort en had het formaat van een hedendaagse jaguar. Deze soort leefde tijdens het Laat-Mioceen (9.5-8 miljoen jaar geleden) in bosgebieden met fossiele vondsten in Florida, Californië en Oklahoma. De grotere B. fricki met het formaat van een tijger is bekend van fossielen uit Nebraska en Nevada die dateren van 9 tot 5,5 miljoen jaar geleden. In het Laat-Mioceen migreerde Barbourofelis terug naar Azië, gezien de aanwezigheid van een ontwikkelde vorm uit Turkije.

## Leefwijze
Barbourofelis joeg op grote prooidieren, mogelijk tot het formaat van neushoorns als Teleoceras en slurfdieren als Gomphotherium. Aangezien Barbourofelis met zijn korte poten en zwaargebouwde lijf niet in staat was om hard te rennen, moet dit roofdier vanuit een hinderlaag hebben gejaagd.